# Traian Dorz
Traian Dorz (25. prosince 1914 – 20. června 1989) byl rumunský křesťanský básník a spisovatel, dlouholetý vězeň komunistického režimu.

## Život
Již před druhou světovou válkou se zapojil do pravoslavného obrodného hnutí Oastea Domnului (Armáda Páně); v té době začal psát básně a věnoval se žurnalistice.
Po nástupu komunistického režimu nesměl být od roku 1948 vydáván, jeho básně byly šířeny jen v samizdatu nebo tištěny v zahraničí; básník sám byl odsouzen k několikaletým žalářům.
Z jeho básnických sbírek patří k nejvýznamnějším Cântări Nemuritoare, Cântările Bibliei, Hristos, mărturia mea.